# Tadeusz Oracki
Tadeusz Oracki (ur. 23 grudnia 1930 w Warszawie) – polski historyk.

## Życiorys
Wieloletni nauczyciel akademicki Uniwersytetu Gdańskiego (profesor), członek Towarzystwa Naukowego im. Wojciecha Kętrzyńskiego w Olsztynie, Towarzystwa Naukowego w Toruniu, Gdańskiego Towarzystwa Naukowego. W pracy naukowej zajmuje się przede wszystkim historią i biografistyką Warmii i Mazur, jest także historykiem literatury i piśmiennictwa.

## Wybrane publikacje
- Mądrzejszy Mazur niż diabeł. Zbiór przysłów i wyrażeń przysłowiowych polskich z terenu Warmii i Mazur, (oprac.) seria: Literatura Warmii i Mazur w Dawnych Wiekach (1977, 146 ss.)
- Słownik biograficzny Warmii, Mazur i Powiśla XIX i XX wieku  (do 1945 roku), ISBN 83-211-0411-8, Warszawa 1983.
- Słownik biograficzny Warmii, Prus Książęcych i Ziemi Malborskiej od połowy XV do końca XVIII wieku (Wydawnictwo Pojezierze, tom I, ISBN 83-7002-174-3, Olsztyn 1984, tom II, Olsztyn 1988).
- Blaski i cienie sztokholmskich laurów. Wokół literackich Nagród Nobla 1901-2000, ISBN 83-7326-136-2, Gdańsk 2003.
- artykuły w Polskim Słowniku Biograficznym